# Pomnik „Pogromcom hitleryzmu” w Wieluniu
Pomnik Pogromcom hitleryzmu (pierwotna nazwa – Braterstwa Broni) – usunięty z przestrzeni publicznej w 2019 roku, pomnik zlokalizowany pierwotnie w Parku Miejskim im. Żwirki i Wigury, przy pl. Kazimierza Wielkiego w Wieluniu. W roku 2019 przeniesiony do miejscowości Młynisko, na teren należący do prywatnego właściciela.
Monument upamiętniał żołnierzy Armii Czerwonej i Ludowego Wojska Polskiego, którego autorką była rzeźbiarka Jadwiga Janus. 